# Jean Ier (roi de Bohême)
Pour les articles homonymes, voir Jean Ier.
 (avril 2010).
Si vous disposez d'ouvrages ou d'articles de référence ou si vous connaissez des sites web de qualité traitant du thème abordé ici, merci de compléter l'article en donnant les références utiles à sa vérifiabilité et en les liant à la section « Notes et références ».
Jean de Luxembourg, dit l'Aveugle (10 août 1296 – tué à la bataille de Crécy le 26 août 1346), est roi de Bohême en 1310 par son premier mariage, comte de Luxembourg en 1313, et roi titulaire de Pologne.
Devenu aveugle en 1340 à la suite d'une opération manquée aux yeux, il meurt au cours de la bataille de Crécy, relié sur son cheval par des chaînes à quatre de ses chevaliers, qui devaient le protéger et lui indiquer où frapper avec son épée. Jean l'Aveugle est considéré comme héros national au Grand-Duché de Luxembourg.

## Biographie

### Roi de Bohême
Jean est le fils unique d'Henri VII, comte de Luxembourg et empereur romain germanique, et de Marguerite de Brabant (1276 – 1311). Il a deux sœurs : Marie (1304 – 1324), mariée en 1322 à Charles IV, roi de France et Béatrice (1305 – 1319), mariée en 1318 à Charles Robert, roi de Hongrie.
Entrés en conflit avec le roi Henri de Goritz, les États de Bohême et les abbés des principaux monastères cisterciens du royaume prennent contact avec Henri VII pour trouver une issue à cette situation. Ils conviennent d'établir un lien dynastique entre son fils Jean, âgé de 14 ans, et la Premyslide Élisabeth, âgée de 18 ans, et de faire élire le jeune Luxembourg comme roi par les barons, la noblesse et les bourgeois. L'abbé Conrad de Zbraslav obtient l'accord d'Élisabeth, Henri VII confirme de son côté leurs privilèges le 31 janvier 1310 et le 31 août de la même année à Spire il couronne son fils roi de Bohême avant qu'il n'épouse Élisabeth sortie en secret de Bohême.
Lors du décès de son père en 1313, en raison des problèmes rencontrés par ce dernier avec le pape Clément V et de son jeune âge (17 ans) il ne peut prétendre à se soumettre à l'élection de roi des Romains débouchant sur l'accession au titre d'empereur romain germanique.
À demi Français par son éducation (il descend de Louis VI roi de France et de Louis VII et d'Aliénor d'Aquitaine), Jean de Luxembourg, qui ne manifeste pas d'appétence particulière pour son royaume de Bohême, est mêlé aux luttes pour l’empire entre les Habsbourg et les Wittelsbach, prenant parti pour les seconds. En butte à l’hostilité de la noblesse tchèque, il lui abandonne l’administration du pays et passe sa vie à parcourir l’Europe, se rendant au Luxembourg et à la cour de France.
Il court sur tous les champs de bataille de l’Europe. On le trouve contribuant à la victoire de Louis de Bavière à Mühldorf en 1322, puis aux côtés du roi de France contre les Flamands en 1328. L’année suivante, il porte secours aux chevaliers teutoniques.

### Pensionné de la cour de France

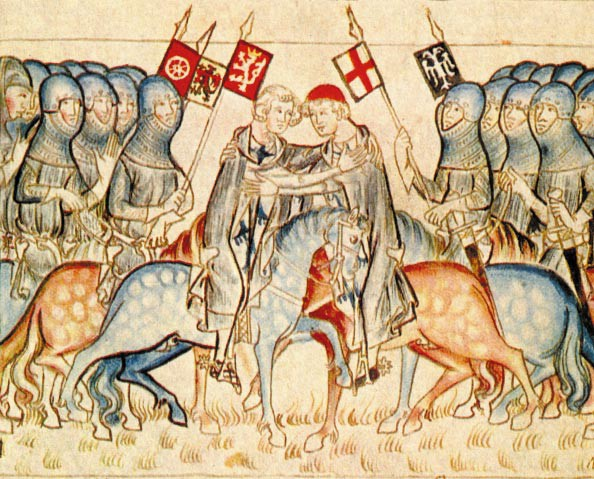
Rencontre de Jean de Luxembourg avec l'archevêque de Mayence.

Depuis saint Louis, la modernisation du système juridique attire dans la sphère culturelle française de nombreuses régions limitrophes. En particulier en terres d'Empire, les villes du Dauphiné ou du comté de Bourgogne (future Franche-Comté) recourent depuis saint Louis à la justice royale pour régler des litiges. Le roi envoie par exemple le bailli de Mâcon, qui intervient à Lyon pour régler certains différends, ou comme le sénéchal de Beaucaire qui intervient à Viviers ou à Valence. Ainsi, la cour du roi Philippe VI est largement cosmopolite : beaucoup de seigneurs, tel le connétable de Brienne, ont des possessions à cheval sur plusieurs royaumes. Les rois de France élargissent l'influence culturelle du Royaume en attirant à leur cour la noblesse de ces régions en lui allouant des rentes et en se livrant à une habile politique matrimoniale. Ainsi, les comtes de Savoie prêtent hommage au roi de France contre l'octroi de pensions et le comte de Bar, ex-allié du roi d'Angleterre contre la France,  prête hommage au roi de France depuis 1301 pour ses possessions de la rive gauche de la Meuse. Jean de Luxembourg a de nombreux et coûteux projets politiques, comme celui d'une nouvelle croisade en Terre sainte, celui d'une collaboration avec les chevaliers teutoniques pour convertir la Lituanie au catholicisme, ou encore son élection comme roi de Pologne. Ces velléités politiques, dont peu aboutissent, coûtent des sommes importantes, et la prodigalité du roi-comte se traduit par un endettement croissant qui l'amène parfois à aliéner des revenus. Il entre parfaitement dans les projets d'expansion vers l'est du royaume de France aux dépens du Saint-Empire, lequel est au plus bas de sa puissance politique, et tout est fait de la part du monarque français pour le fidéliser. Jean est donc un habitué de la cour de Philippe VI, tout comme son fils Venceslas, futur empereur sous le nom de Charles IV. Il peut donc compter sur le soutien politique et financier du roi de France. La présence de ce roi-chevalier contribue au grand prestige et à l'aura de la cour royale française. En 1322, à la suite du mariage de sa sœur Marie de Luxembourg (1305-1324) avec Charles IV le Bel, il devient beau-frère du roi de France. Entre 1324 et 1326, il prend part à la guerre des quatre seigneurs contre la ville de Metz. Aussi, Philippe VI tient à ce que Jean Ier assiste à la prestation d'hommage rendue solennellement par Édouard III d'Angleterre pour le duché d'Aquitaine, à Amiens, le 6 juin 1329.

### Royaume guelfe de Lombardie
En 1330, le conflit entre le pape Jean XXII et l'empereur Louis IV tourne à l'avantage du premier. Louis IV, excommunié, tente de nommer un antipape mais, se retrouvant discrédité, est obligé de quitter l'Italie où il n'a plus de soutien. Jean XXII souhaite profiter de l'affaiblissement de l'empereur et de la dissolution de la ligue gibeline, qui n'a plus de chef, ni de raison d'être, pour prendre le contrôle de toute l'Italie. Jean de Luxembourg a des vues sur la Lombardie. L’Italie du Nord est en proie à de nombreux conflits. La ville de Brescia est l’objet de l’un d’eux. Cette ville guelfe, assiégée par les gibelins favorables à l'empereur Louis IV, fait appel à Jean de Bohême. Il y répond en décembre 1330 et, les ayant libérés, il est accueilli par les Brescians, qui lui donnent la souveraineté de la ville. Continuant sa lutte contre les gibelins, il met la main en 1331 sur plusieurs villes dont Bergame, Pavie, Verceil et Novare qui lui ouvrent leurs portes. Il continue son offensive et s'empare de villes aux confins des États pontificaux : Parme, Reggio et Modène. Il prend aussi Luques ce qui inquiète les Florentins. Des négociations s'engagent avec les autorités pontificales, et,, le 17 avril 1331 Jean de Luxembourg restitue Parme, Reggio et Modène, mais les récupère comme fiefs tenus du Saint-Siège. À ce moment, il semble possible de créer un royaume guelfe en Italie du Nord subordonné à l'autorité pontificale équivalent au royaume de Naples, pour l'Italie du Sud. Cela permettrait aussi de limiter les possibilités pour Robert d'Anjou, roi de Naples, de soumettre la papauté à un véritable protectorat. Louis IV, voyant que Jean de Luxembourg s'est entendu avec le pape, et qu'il devient trop puissant, soulève la Bohême contre lui. Mais Jean de Luxembourg recouvre rapidement son autorité et agrandit même ses États en Lusace et Moravie.
Il fréquente de longue date la cour de Philippe VI et il vient y chercher un soutien français dans les affaires lombardes. Il négocie à Fontainebleau un traité d'alliance, qui serait cimenté par le mariage d'une de ses filles avec le futur Jean le Bon, fils du roi Philippe VI. Les clauses militaires du traité de Fontainebleau stipulent qu'en cas de guerre, le roi de Bohême devra se joindre à l'armée du roi de France avec quatre cents hommes d'armes, si le conflit se déroule en Champagne ou dans l'Amiénois ; avec trois cents hommes, si le théâtre des opérations est plus éloigné. Les clauses politiques prévoient que la Couronne lombarde ne serait pas contestée au roi de Bohême, s'il parvient à la conquérir ; et que s'il peut disposer du royaume d'Arles, celui-ci reviendrait à la France. Enfin la ville de Lucques est cédée au roi de France. Mais Robert d'Anjou, roi de Naples et comte de Provence, ne peut qu’être hostile à ce projet, soutenu par le pape Jean XXII d'autant plus que les villes italiennes, ayant depuis longtemps gouté à leur indépendance, il n'est plus possible dans les faits de leur imposer leur soumission à un royaume guelfe, comme c'est le cas en Italie du Sud. Guelfes et gibelins s'allient et créent une ligue à Ferrare, qui met à mal les forces de Jean de Luxembourg et de Bertrand du Pouget. Brescia, Bergame, Modène et Pavie retombent à l'automne 1332 aux mains des Visconti. Jean de Luxembourg retourne en Bohême en 1333 et Bertrand du Pouget est chassé de Bologne par une insurrection en 1334.
Le 24 décembre 1332, Jean de Luxembourg et sa troupe prennent congé du roi Philippe VI de Valois pour entreprendre une expédition en Italie, afin d'établir, avec l'accord du pape Jean XXII, qu'il est allé rencontrer à Avignon, un royaume ami en Lombardie. Jean de Marigny, évêque de Beauvais, principal conseiller du roi, partant en pèlerinage en Terre sainte, les accompagne. L'armée du roi de Bohême est complétée en route par de nombreux seigneurs de la vallée du Rhône. Le chroniqueur, Giovanni Villani, écrit que le roi Jean de Bohême avait avec lui plus de huit cents chevaliers originaires de France et de Bourgogne.

### Offensive en Aquitaine
Au début de la guerre de Cent Ans, constatant l'inefficacité de la campagne qu'il a confiée à Raoul d'Eu, Philippe VI se tourne vers Jean de Bohême. En effet, le connétable de France, ayant commis l'erreur de diviser ses troupes pour tenter de prendre les forteresses gasconnes, se retrouve enlisé depuis le printemps 1338 dans des sièges interminables, alors que les Anglais ont très peu d'hommes. Jean de Bohême se voit adjoindre Gaston Fébus (qui reçoit en échange quelques seigneuries) et deux mercenaires savoyards, Pierre de la Palu et Le Galois de la Baume. Le roi alloue 45 000 livres par mois à cette force, qui compte 12 000 hommes. Considérant qu'il va s'agir de prendre les places fortes gasconnes les unes après les autres, on recrute un corps de sapeur-mineurs allemands et on équipe cette armée de quelques bombardes. Le succès est rapide : les forteresses de Penne, Castelgaillard, Puyguilhem, Blaye et Bourg sont prises. L'objectif n'est pas loin d'être atteint : l'armée met le siège devant Bordeaux en juillet 1339. Mais la ville résiste : une porte est prise, mais les assaillants sont repoussés avec difficulté. Le problème du ravitaillement de 12 000 hommes se révèle insoluble, les ressources locales sont épuisées. Des troupes sont prélevées pour aller combattre dans le Nord. Le siège est levé le 19 juillet 1339. C'est dans ce contexte que Jean de Luxembourg reçoit le titre de Gouverneur du Languedoc du 30 novembre 1338 à novembre 1341.

### Conflit contre la Pologne

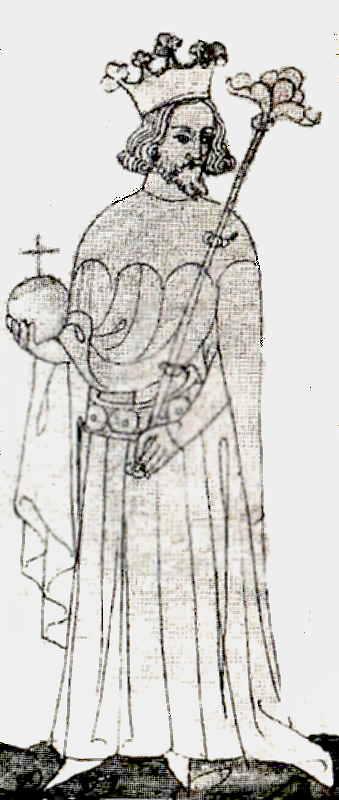
Jean de Luxembourg.

La proximité de la Pologne attise les convoitises du roi de Bohême. C’est en 1329 qu’a lieu la première épreuve de force avec le duc de Świdnica Bolko le Petit. À la suite d'une action militaire et politique menée en Silésie par Jean de Luxembourg, seuls ses oncles et son beau-frère Przemko II de Głogów, refusent de rendre un hommage de vassalité au roi de Bohême. Bolko le Petit, ne se sentant pas encore assez fort, noue des alliances. Il se rend d’abord à la cour du roi Charles Robert de Hongrie, pour chercher un appui. Ensuite, il se rend chez son grand-père Ladislas le Bref, qui l’assure également de son soutien. En août 1329, il accompagne en Italie les partisans de Louis IV, pour réclamer la couronne impériale. Toutes ces démarches ont pour résultat la création d’une alliance entre les Wittelsbach et la Pologne, dirigée contre Jean de Luxembourg. Mais toute cette activité diplomatique n'a pas été suffisante, pour protéger le duché de Świdnica. En 1331, la Bohême et les Teutoniques lancent une attaque conjointe contre Ladislas le Bref. Jean de Luxembourg, en route pour rejoindre les Teutoniques à Kalisz, s’arrête en Silésie pour mettre la pression sur le duc récalcitrant. Il assiège Niemcza, appartenant à Bolko II le Petit, avant de s'en emparer. Ensuite, il annexe à la Bohême la région de Głogów, que le duc Przemko avait laissé à sa veuve Constance, la sœur de Bolko. D’abord, son oncle Bolko II de Ziębice rend un hommage de vassalité à la Bohême, pour bénéficier en usufruit de la région de Kłodzko. Ensuite, le roi de Pologne Casimir III le Grand, par le traité de Trenčín conclu avec Jean de Luxembourg et le roi de Hongrie Charles d’Anjou, renonce «à jamais» à la Silésie au bénéfice du royaume de Bohême.
Mais dès l'année suivante, Bolko II, dont la situation se fragilise, continue à collaborer avec les rois de Pologne et de Hongrie, pour dissuader la Bohême de s’attaquer à lui. En 1338, pour renforcer sa position sur le plan international, il épouse Agnès, de la dynastie des Habsbourg, les rivaux des Luxembourg. Les bonnes relations qu’il entretient avec la Pologne lui permettent d’ouvrir une route commerciale reliant son duché à la Galicie-Volhynie que vient de conquérir Casimir le Grand. Le 1er janvier 1345, grâce au rôle de médiateur joué par Bolko II le Petit, une alliance est officiellement conclue entre Bolko II, Louis IV du Saint-Empire, Casimir III de Pologne et Louis Ier de Hongrie. L’alliance entre en action au printemps de la même année.
Jean de Luxembourg décide d’en finir avec Bolko II le Petit. À Świdnica, Bolko réussit à résister au siège de l’armée tchèque. En effet, en mai 1345, les alliés lancent une attaque contre la Silésie, obligeant une grande partie des forces bohémiennes à quitter Świdnica pour faire face à l’agression. Louis IV du Saint-Empire quitte très vite l’alliance et signe une paix séparée avec la Bohême. Le conflit perdure à la mort de Jean de Luxembourg.
Par sa politique matrimoniale, sa diplomatie et ses interventions guerrières il marque fortement sa présence sur l'échiquier européen et ce malgré sa cécité. Ainsi on le retrouve en son comté natal et au royaume de Bohême, en Silésie, en Pologne et en Lituanie, en Allemagne, au Tyrol et en Italie du Nord, auprès des papes à Avignon et à la cour des Rois de France. Il est éfalement gouverneur du Languedoc du 30 novembre 1338 à novembre 1341.
Il se remarie en 1334 avec Béatrice de Bourbon (1320-1383), fille de Louis Ier, duc de Bourbon, et de Marie d'Avesnes. De cette union naît Venceslas Ier (1337 † 1383), duc de Luxembourg, duc de Brabant et de Limbourg.
Cependant, suite à une intervention chirurgicale ratée, il devient aveugle en 1340.
En 1346, son fils Charles ayant été élu roi des Romains quelques semaines auparavant, Jean l'Aveugle tombe à la bataille de Crécy à laquelle il participait du côté du roi de France. Selon la légende, Édouard de Woodstock, prince de Galles, aurait adopté le cimier de Jean, constitué entre autres d'un grand vol (deux ailes d'oiseau), ainsi que sa devise Ich Dien («Je sers»). Il est enterré dans l'église des Dominicains de Montargis.

## Bilan du règne

### Ses réalisations

Insigne des Princes de Galles qui selon la légende serait dérivé du cimier et de la devise de Jean l'Aveugle.

Jean l'aveugle a peu régné sur son royaume de Bohême, dont il laisse la gestion à sa femme qui est l'héritière du Royaume. Du fait de sa prodigalité et de ses grands projets politiques, dont peu aboutirent, il a surtout contribué à alourdir la fiscalité de ce royaume, riche et épargné par la grande peste.
Ses réalisations sont plus importantes au Luxembourg, où il mène une politique active et couteuse de fortifications du comté et d'expansion territoriale. En 1331-1332, il accorde des privilèges aux comtés de Durbuy et de Laroche, ainsi qu'à Bastogne, leur conférant le statut de ville. Il fait construire des forteresses aux frontières, ce qui lui permet de prendre sous sa protection de nouveaux vassaux. Utilisant les rentes versées par le roi de France ou les revenus du royaume de Bohême, il fait l'acquisition de seigneuries limitrophes, quitte à s'endetter à une époque où la petite noblesse, frappée par la crise de la féodalité, engage ses possessions. Il agrandit la ville en faisant construire une nouvelle (troisième) enceinte. En 1340, il fonde la Foire de Luxembourg, ce dont bénéficie cette région placée à proximité des routes qui relient la région de Cologne à la Flandre, ainsi que les Pays Bas à l'Italie du nord via les foires de Champagne, les cols alpestres et le bassin du Pô. Avec la guerre de Cent Ans, cette voie profite de la diminution du trafic le long de l'axe rhodanien, rançonné par les Grandes Compagnies et de la perte d'influence des foires de Champagne. La foire fondée par Jean de Luxembourg s'est perpétuée, jusqu'à devenir la plus grande fête foraine luxembourgeoise, commençant aujourd'hui encore à la Saint-Barthélémy, le 24 août.

### Le roi chevalier

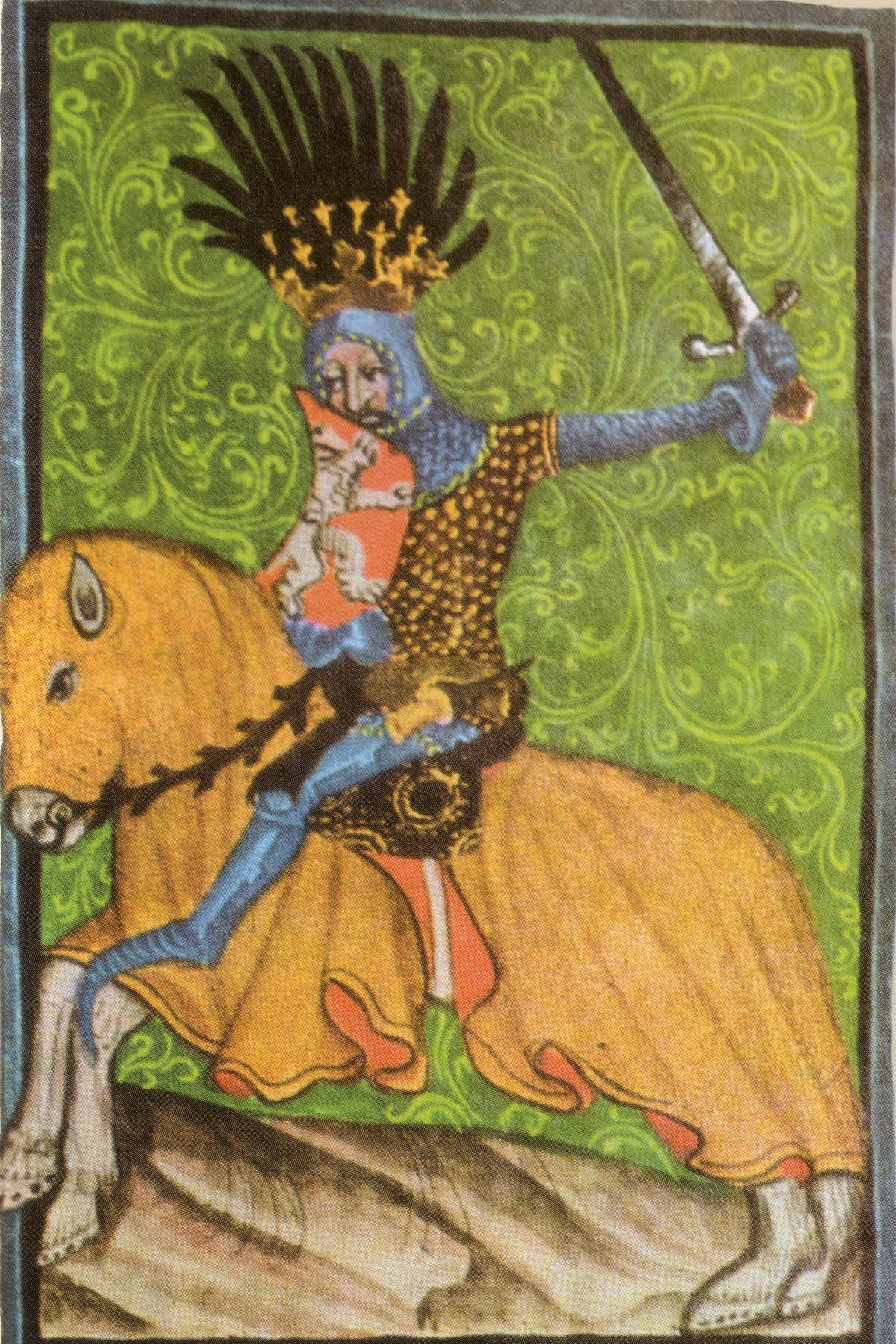
Jean l'aveugle est l'archétype du roi-chevalier.

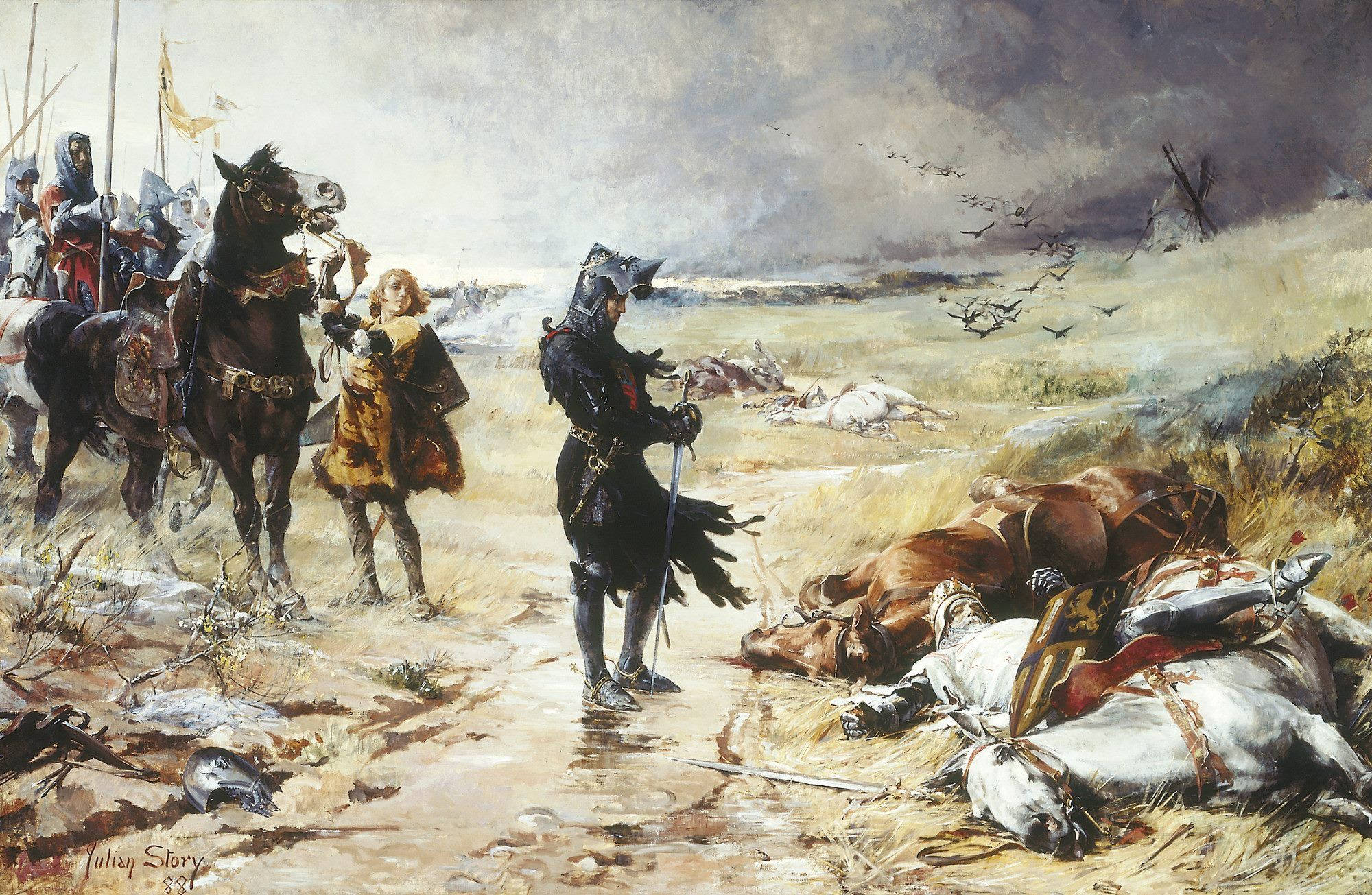
The Black Prince at the Battle of Crécy, de Julian Russell Story, 1888.

Jean l'Aveugle est l'archétype de l'idéal chevaleresque en vogue au XIVe siècle. C'est à cette époque que les romans courtois, les légendes de la Table ronde ou de Roland, sont le plus populaire.
Dans Jugement dou Roy de Behaingne (Jugement du Roi de Bohême, fin des années 1330), poème en quatrains de Guillaume de Machault, le narrateur rapporte qu'il entend une conversation entre une dame (dont l'amant est mort) et un chevalier (trahi par sa dame) ; afin de déterminer lequel des deux est le plus malheureux, le narrateur va demander l'avis du roi de Bohême, qui consulte des allégories, et le chevalier malheureux est déclaré vainqueur (2 079 vers).
La vie de Jehan de Luxembourg est marquée par sa recherche de la gloire chevaleresque dans les tournois mais aussi, parfois, pour des visées politiques utopiques. Pour les mettre en pratique, le roi chevalier accumule les performances physiques, comme de parcourir à cheval en deux semaines les mille kilomètres qui séparent Prague de Paris. Son squelette, encore récemment expertisé, est celui d'un corps rompu aux exercices équestres de longue haleine. Chevalier-errant, il tente de faire de Prague un centre de chevalerie, avec une organisation identique à celle de la Table ronde du roi Arthur. C'est aussi un chevalier croyant, qui fait le pèlerinage de Rocamadour pour remercier un vœu accompli par la providence. Sa cécité contribue encore à l'aura du monarque, lui donnant le statut d'un sage, n'écoutant que sa seule voix intérieure. Sa mort héroïque sur le champ de bataille de Crécy (1346), combattant les Anglais malgré la cécité, là où le roi de France fuit, est dûment célébrée par Pétrarque et par Jean Froissart. En effet, à Crécy, bien qu'aveugle, il décide pourtant de se faire attacher à deux de ses chevaliers, partant ainsi au cœur de la mêlée. Tuant sur son passage autant d'amis que d'ennemis, il reçoit plusieurs coups d'épée mortels qui le condamnent à mourir sur le champ de bataille. Son cadavre n'est retrouvé que le lendemain. Fasciné par la bravoure de ce chevalier ennemi, le Prince de Galles appelé aussi le Prince Noir, fils aîné d'Édouard III d'Angleterre, aurait demandé la permission à son royal père d'en porter les signes armoriaux principaux : les trois plumes et la devise « Ich dien »… 
Sa popularité augmente au XIXe siècle quand ce personnage haut en couleur sert à ancrer une conscience nationale luxembourgeoise. Son combat idéaliste mais désespéré, fidèle à sa devise (« Je sers »), est à la mythologie luxembourgeoise ce que Jeanne d'Arc est à la France.
Ses restes mortuaires, qui avaient été déposés dans un sépulcre de marbre dans l'abbaye de Münster, près de son lieu de naissance à Luxembourg, en furent retirés à la destruction de l'abbaye en 1543, lors des guerres opposant Charles Quint à François Ier. En 1618, la dépouille royale retrouva un nouveau tombeau de marbre dans la nouvelle abbaye de Neumünster, mais, en 1684, celle-ci fut détruite à son tour lors du siège de Luxembourg par les armées de Louis XIV. Un troisième tombeau fut alors aménagé vers 1688, mais au moment des guerres révolutionnaires secouant la France, c'est dans un quatrième tombeau qu'une famille de faïenciers sarrois, les Boch, transféra une nouvelle fois la dépouille dans un lieu « plus sûr » en la chapelle de l'ermitage de Kastel-Stadt. Ce n'est qu'en 1946, soit exactement six siècles après sa mort, que Jean l'Aveugle put pour ainsi dire retrouver sa troisième sépulture, cette fois dans la crypte de la cathédrale Notre-Dame de Luxembourg.

## Union et postérité

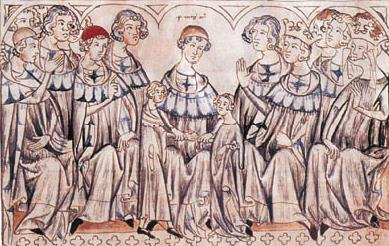
Mariage de Jean Ier de Luxembourg et Élisabeth de Bohême à Spire en 1310.

Le 30 août 1310, il épouse Élisabeth de Bohême (1292-1330), sœur de Venceslas III, dernier roi Přemyslide de Bohême. Ce dernier étant mort assassiné sans héritier, en 1306, sa mort faisait de sa sœur l'un des partis les plus convoités d'Europe. Par ce mariage Jean de Luxembourg devint donc roi de Bohême et, à ce titre, prince-électeur du Saint-Empire. L'archevêque de Mayence, Pierre d'Aspelt, contribua beaucoup à faire choisir Jean pour roi. De ce mariage sont issus :
- Marguerite (1313 † 1341), mariée en 1328 au duc Henri XIV de Basse-Bavière (1305 † 1339) ;
- Bonne (1315 † 1349), mariée en 1332 à Jean II le Bon (1319 † 1364), roi de France ;
- Charles IV / Venceslas (1316 † 1378), futur empereur ;
- Ottokar (1318 † 1320) ;
- Jean-Henri (1322 † 1375), comte de Tyrol et margrave de Moravie[17] ;
- Anne (1323 † 1338), mariée à Othon de Habsbourg (1301 † 1339), duc d'Autriche et de Styrie ;

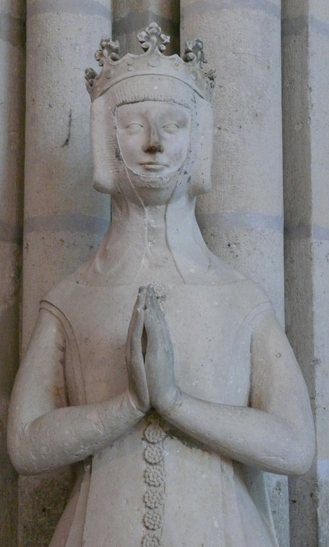

- Élisabeth (1323 † 1324), sœur jumelle d'Anne.

Devenu veuf en septembre 1330, il épouse en secondes noces Béatrice, fille du duc de Bourbon Louis de Clermont, laquelle lui donne :
- Venceslas Ier de Luxembourg (1337 † 1383), futur duc de Luxembourg de 1353 à 1383.

D'une maîtresse au nom resté inconnu, il eut : 
- Nicolas de Luxembourg († 1358), homme d'Église qui finit sa vie comme patriarche d'Aquilée ;
- Colette de Luxembourg, qui épousa Gérard de Rotstock, seigneur de Bertrange au Luxembourg[18].

## Notes et références

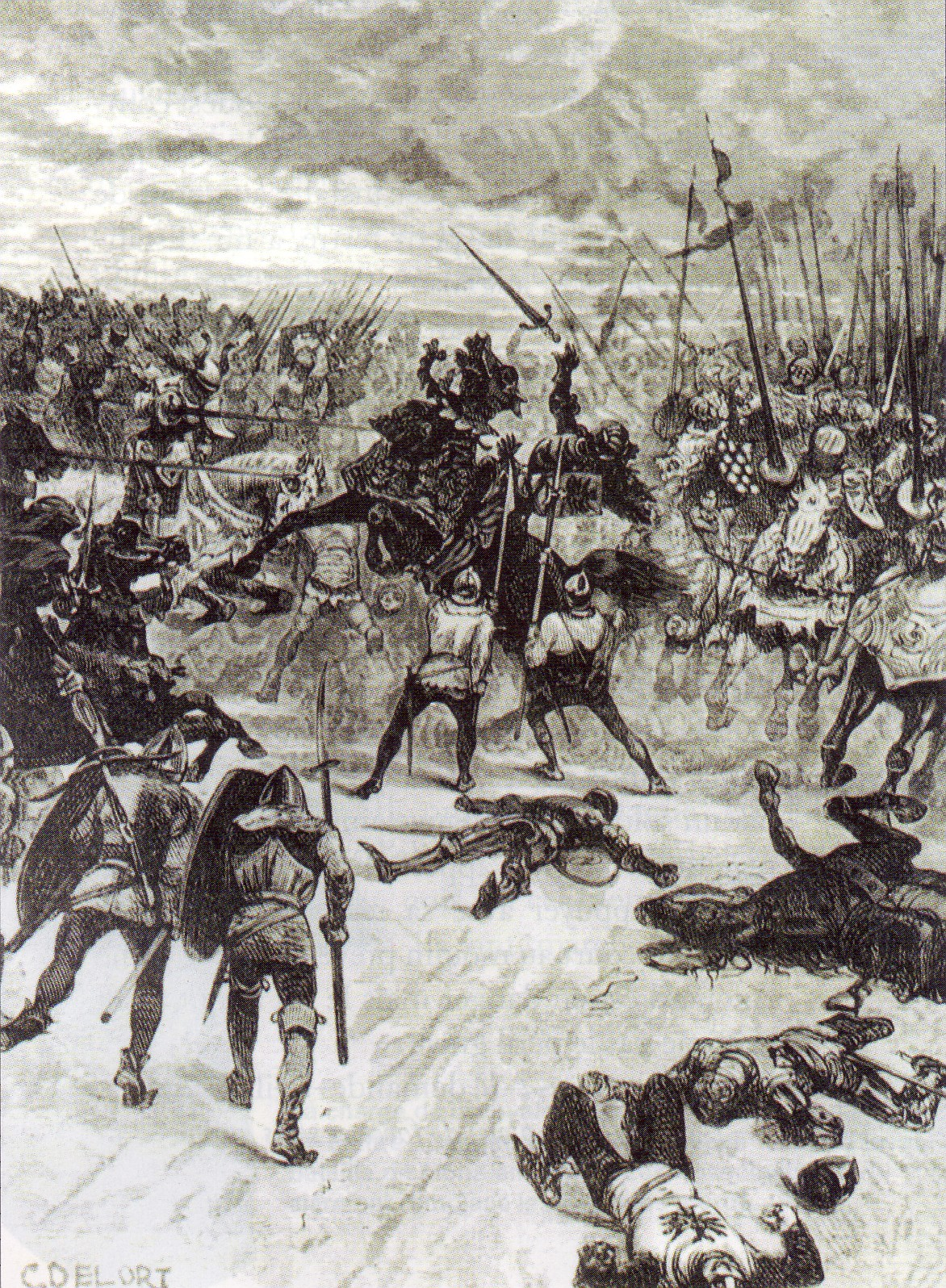
Mort de Jean Ier de Bohême sur le champ de bataille de Crécy.

### Bibliographie

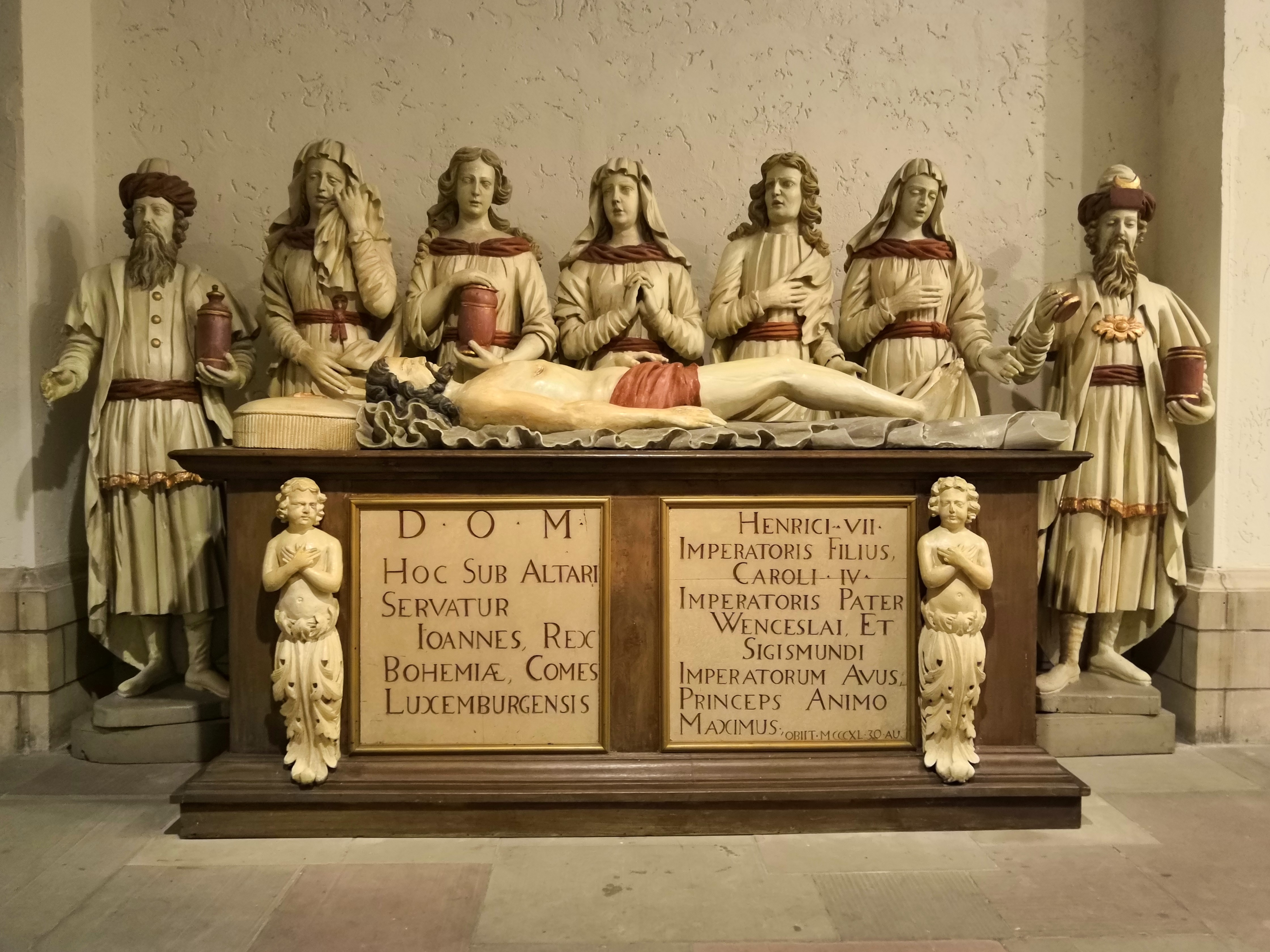
Tombeau de Jean l'Aveugle dans la crypte de la Cathédrale Notre-Dame de Luxembourg à Luxembourg-Ville.